# ドルーデモデル

ドルーデモデルにおける電子（青で示す）はより重い静的な結晶イオン（赤で示す）の間で常に反跳している。

ドルーデモデル（英: Drude model）またはドルーデ模型は、1900年にパウル・ドルーデにより提唱された、電気伝導についてのモデルで、物質（特に金属）内部の電子の特性について記述する。このモデルは気体分子運動論を応用しており、固体中の電子の微視的挙動は古典的に扱えるものとし、重く動きづらい陽イオンの間をピンボールのように電子が常に行き来しながら満たしているという仮定をおく。
ドルーデモデルから導かれる最も重要な結論は、電子の運動方程式
{\displaystyle {\frac {\mathrm {d} }{\mathrm {d} t}}{\boldsymbol {p}}(t)=q\left({\boldsymbol {E}}+{\frac {{\boldsymbol {p}}(t)\times {\boldsymbol {B}}}{m}}\right)-{\frac {{\boldsymbol {p}}(t)}{\tau }}}
と、電流密度 J と電場 E との間の線形な関係式
{\displaystyle {\boldsymbol {J}}=\left({\frac {nq^{2}\tau }{m}}\right){\boldsymbol {E}}}
の2つである。ここで t は時間、 p, q, n, m, τ はそれぞれ電子の運動量、電荷、数密度、質量、陽イオンとの衝突の間の平均自由時間を示す。後者の式は、電磁気学において最も普遍的な関係式の1つであるオームの法則が、何故成立するのかを半定量的に説明することができる点で特に重要である。
このモデルは1905年にローレンツにより拡張された、古典的なモデルである。後の1933年に、ゾンマーフェルトとベーテにより量子論の結果が取り込まれ、ドルーデ・ゾンマーフェルトモデルへと発展した。

## 仮定
ドルーデモデルでは、金属が正に帯電したイオンの集まりと、それから放出された膨大な数の「自由電子」から構成されていると考える。このことは、原子の価電子準位が他の原子によるポテンシャルと接触することによって非局在化していると考えることもできる。
ドルーデモデルでは電子とイオン、もしくは電子同士の間に働く一切の長距離相互作用は無視される。自由電子が環境との間に持つ唯一の相互作用は衝突の一瞬のうちにのみ行なわれる。自由電子が次に衝突するまでの平均時間は τ であり、衝突する相手の性質はドルーデモデルの計算や結果には影響しない。

## 説明

### 直流電場
ドルーデモデルによる最も単純な解析では、電場 E が一様かつ静的に印加されており、電子の熱運動速度が十分に高く、無限小の運動量 dp が τ 秒ごとにくりかえされる衝突の間に蓄積していくものと仮定する。
このとき、時刻 t における孤立電子は最後に衝突してから平均して時間 τ だけ経過しており、従って蓄積された運動量は以下のように表わされる。
{\displaystyle \Delta \langle {\boldsymbol {p}}\rangle =q{\boldsymbol {E}}\tau }
最後の衝突の際に、この電子が前向きに反跳した確率と、後ろ向きに反跳した確率とは等しいので、衝突以前の電子の運動量の寄与は無視できるものと考えられるので、電子の運動量は次式で表わされる。
{\displaystyle \langle {\boldsymbol {p}}\rangle =q{\boldsymbol {E}}\tau }
この式に以下の二つの式を代入すると、前述したオームの法則が得られる。
{\displaystyle \langle {\boldsymbol {p}}\rangle =m\langle {\boldsymbol {v}}\rangle }
{\displaystyle {\boldsymbol {J}}=nq\langle {\boldsymbol {v}}\rangle }
{\displaystyle {\boldsymbol {J}}=\left({\frac {nq^{2}\tau }{m}}\right){\boldsymbol {E}}}

### 時間変動の解析
実効抗力を導入することによって、上と同じ特性を説明することもできる。時刻 t = t0 + dt における電子の平均運動量は以下のように表わせる。
{\displaystyle \langle {\boldsymbol {p}}(t_{0}+\mathrm {d} t)\rangle =\left(1-{\frac {\mathrm {d} t}{\tau }}\right)\left(\langle {\boldsymbol {p}}(t_{0})\rangle +q{\boldsymbol {E}}\mathrm {d} t\right)}
なぜなら、平均すれば 1 − dt/τ だけの電子はまだ衝突していないはずであり、既に衝突した電子は総運動量に無視できるオーダーの寄与しかもたないからである。
代数的な処理を施して dt2 のオーダーの項を無視すると、以下の微分方程式が結果として得られる。
{\displaystyle {\frac {\mathrm {d} }{\mathrm {d} t}}\langle {\boldsymbol {p}}(t)\rangle =q{\boldsymbol {E}}-{\frac {\langle {\boldsymbol {p}}(t)\rangle }{\tau }}}
ここで ⟨p⟩ は平均運動量を示す。この線形非斉次微分方程式は以下のような一般解を持つ。
{\displaystyle \langle {\boldsymbol {p}}(t)\rangle =q\tau {\boldsymbol {E}}(1-e^{-t/\tau })+\langle {\boldsymbol {p(0)}}\rangle e^{-t/\tau }}
よって、定常解 (d⟨p⟩/dt = 0) は
{\displaystyle \langle {\boldsymbol {p}}\rangle =q\tau {\boldsymbol {E}}}
上述のとおり、平均運動量は平均速度と関連しており、それを通じて電流密度と関連づけることができる。
{\displaystyle \langle {\boldsymbol {p}}\rangle =m\langle {\boldsymbol {v}}\rangle }
{\displaystyle {\boldsymbol {J}}=nq\langle {\boldsymbol {v}}\rangle }
ここから、直流電気伝導率 σ0 でオームの法則を満たす物質は以下を満たすことが示せる。
{\displaystyle {\boldsymbol {J}}=\left({\frac {nq^{2}\tau }{m}}\right){\boldsymbol {E}}}

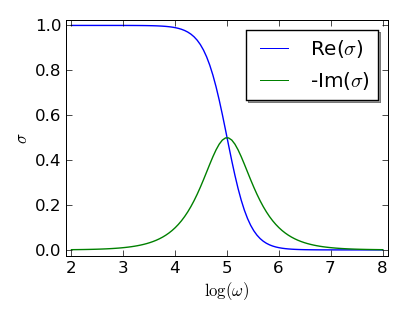
τ = 10、σ_{0} = 1 と置いたときの複素電気伝導率の周波数依存性。

ドルーデモデルにより、角周波数 ω で時間変動する電場への応答を予測することもできる。
{\displaystyle \sigma (\omega )={\frac {\sigma _{0}}{1+i\omega \tau }}={\frac {\sigma _{0}}{1+\omega ^{2}\tau ^{2}}}+i\omega \tau {\frac {\sigma _{0}}{1+\omega ^{2}\tau ^{2}}}}
ここで、以下の二つを仮定している。
{\displaystyle E(t)=\Re (E_{0}e^{i\omega t});}
{\displaystyle J(t)=\Re (\sigma (\omega )E_{0}e^{i\omega t})}
i を全て −i で置き換えた表式を用いることもある。虚部は電子が変動する電場に追随して加速するまでにおよそ τ だけの時間を要することに起因する電流の電場に対する遅れを表わす。ここまで、電子についてドルーデモデルを適用してきたが、このモデルは電子と正孔（半導体中の正に帯電した電荷担体）のどちらにも適用することができる。 σ(ω) の曲線をグラフに示す。

### 実際の物質のドルーデ応答
ドルーデ金属のふるまいの時間的または周波数的特徴、つまり時定数 τ での減衰または上記のような σ(ω) の周波数依存性は、ドルーデ応答と呼ばれる。 典型的で単純な実在の金属（例：室温におけるナトリウム、銀、金）においては、特性周波数 τ−1 が、ドルーデモデルでは無視されている物性（バンド構造など）が重要な働きをする赤外領域に入っているため、ドルーデ応答を実験的に観測することはできない。しかし、他の特定の金属性物質ではドルーデモデルの予測と非常によく一致する周波数依存伝導率 σ(ω) を示すこともある。このような物質では、緩和速度 τ−1 が非常に低い周波数領域にある。このような物質の例として、ドープされた単結晶半導体や、高移動度二次元電子ガス、重い電子系を持つ金属があげられる。

## モデルの精度
歴史的には、ドルーデの式は電荷担体を理想気体とみなす誤った仮定から導かれた。 現在では、電荷担体はフェルミ分布に従うこと、また無視できない相互作用をもつことが知られているが、にもかかわらずドルーデモデルが有効である。1957年にランダウが相互作用をもつ粒子の気体は、ほとんど相互作用をしない準粒子の系によって記述できることを示し、このために金属中の伝導電子にドルーデモデルが有効であることがわかった。
単純で古典的なドルーデモデルは室温下の金属の直流・交流電気伝導率、ホール効果、熱伝導率（の電子による寄与）をよく説明する。 このモデルにより、1853年に発見されたヴィーデマン＝フランツ則も説明される。しかし、このモデルでは金属の電子による熱容量を大きく過大評価してしまう。実際には、金属と不導体は室温ではほとんど同じ熱容量を示す。このモデルが正孔にも有効であることは、ホール効果によって立証された。
この理論にまつわるトリビアとして、ドルーデは彼の原論文で根本的な間違いを犯しており、電気伝導度を古典的な正しい値の半分としてしまっていたことがあげられる。